# Infected Rain
Infected Rain est un groupe moldave de nu metal, originaire de Chișinău.

## Histoire

### Débuts et premiers albums

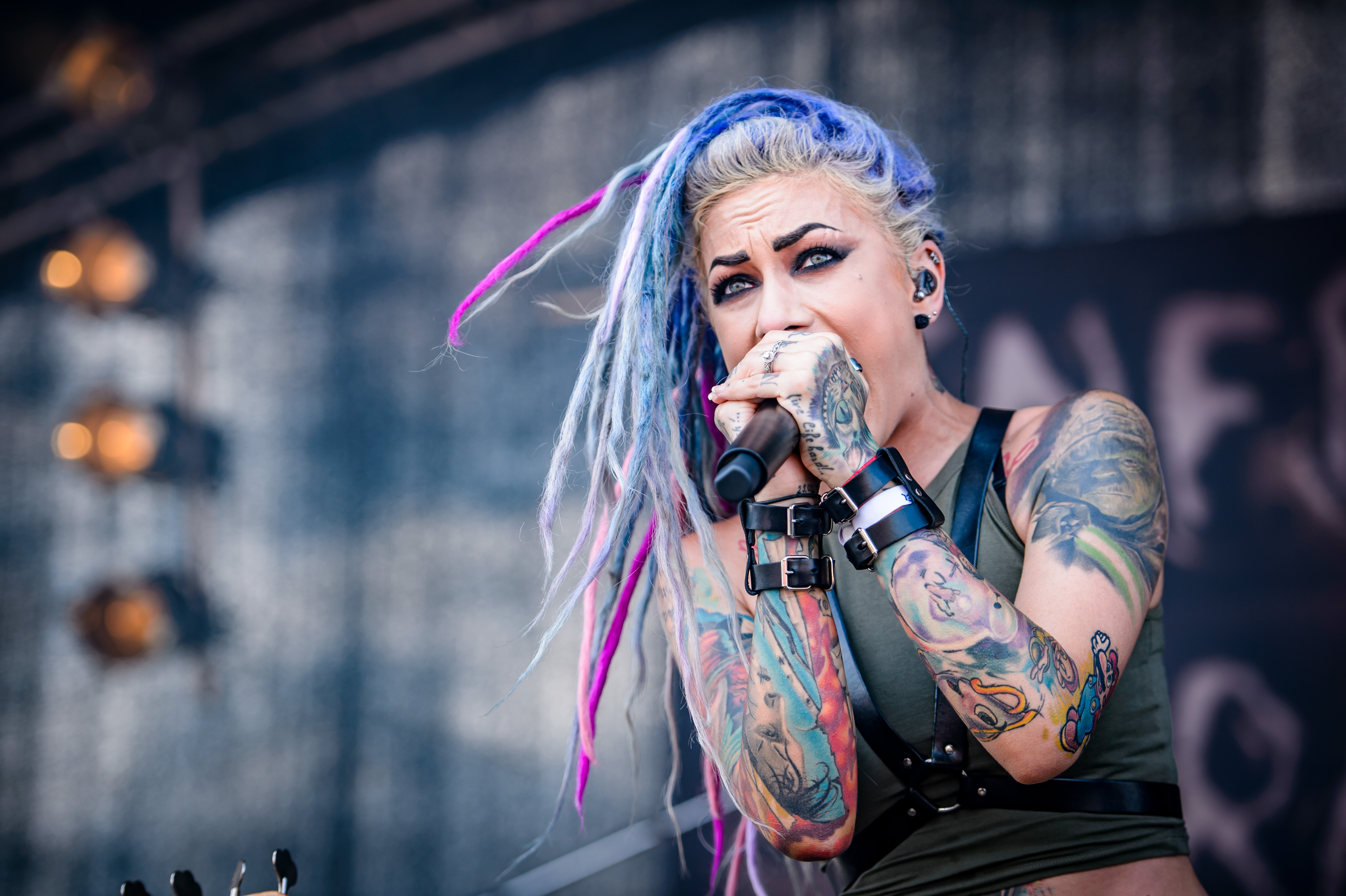
Lena Scissorhands, chanteuse du groupe.

Le groupe est formé en 2008 par le guitariste Vadim « Vidick » Ozhog, la chanteuse Elena « Lena » Cataraga et DJ Ivan « Kapa » Kristioglo,. Il débute le 3 août 2008 lors d'un concert consacré au groupe Slayer. Plus tard, Infected Rain joue en Crimée, au festival de metal Red Alert. À la fin du mois d'août de la même année, la première démo composée de trois chansons (With Me, Parasite et No Idols) est enregistrée. Le groupe joue également plusieurs concerts à Chișinău, et en Ukraine.
Infected Rain participe à des festivals tels que Metal Heads 'Mission 2009, RockHausen 2008/2009, Fuckin'FuckFest 3, Big Up! Urban Fest 2009, où le groupe remporte la première place, et le Forest Kap 2009-2010. Au cours de l'été 2009, EP 2009 est publié, et est composé de six chansons (Judgmental Trap, Panika, No More, Escape, Go Away, et Homeless). La combinaison de cris féminins, de riffs lourds et d'échantillons électroniques crée le style individuel de Infected Rain. Au cours de l'hiver 2010, le premier clip pour la chanson Judgmental Trap est filmé. Après cela, le groupe joue un certain nombre de concerts en Moldavie et en Roumanie. 
Le 25 novembre 2011 sort le premier album du groupe, intitulé Asylum, après quoi le groupe fait une tournée en Roumanie à l'appui de l'album. En janvier 2012, la deuxième vidéo de la chanson At the Bottom of the Bottle est diffusée. En juin de la même année, Infected Rain réussit à se produire sur la même étape avec des géants tels que Mötley Crüe et Dimmu Borgir. À l'été 2012, Me Against You (qui atteint les classements) et Stop Waiting sont publiés en téléchargement, suivis de leurs clips respectifs. À l'automne 2013, Infected Rain joue un certain nombre de concerts en Roumanie, en Ukraine, en Russie et en Bulgarie (comme l'OST Festival). Le 15 mai 2014 est publié un nouvel album studio, intitulé Embrace Eternity.

### 86etEndorphin
Au cours de l'été 2014, le groupe participe à des festivals tels que FajtFest 2014, le Maraton Festival, Rockstadt Extreme Fest où le groupe a pu jouer avec des groupes tels Behemoth, Sodom, Katatonia, The Agonist et bien d'autres. En automne,  avec la sortie du nouvel album, le groupe effectue une tournée européenne de deux mois qui couvre 12 pays. La sortie de l'album suivant commence en 2016 par la diffusion de clips et des pistes téléchargeables via les plateformes iTunes, et Google Play. Serendipity est le premier titre, suivi dans la même année des titres Intoxicating, Mold, et Fool the Gravity. L'album est nommé 86 en référence à l'année de naissance de la chanteuse, 1986. Sa sortie s'effectue le 20 avril 2017.
Seul sur le premier album l'ancien batteur Vadim Protsenko apparaît. Les trois albums sont enregistrés au studio appelé Must Music situé en Moldavie et produit par Valentin Voluta (frère du batteur) et Infected Rain. 

En 2019, le quatrième album studio appelé Endorphin va sortir, toujours produit au même endroit. La 1ère tournée de 2019, Endorphin Tour se fera durant le mois de mars  suivi de festivals en été. Ensuite viendra la tournée d'automne avec les groupes Eluveitie et Lacuna Coil. Le 14 février, le nouveau single Passerby est publié, en même temps qu'un post sur les réseaux sociaux annonçant qu'Infected Rain rejoignait le label Napalm Records : 

« Nous sommes heureux d’annoncer que nous travaillons avec Napalm Records! Oui, nous sommes enfin sous un label! Depuis 10 ans, nous sommes un groupe indépendant et nous n'avons survécu que grâce à nos incroyables fans. Nous vous remercions à jamais pour votre soutien. Nous sommes très excités par cette nouvelle aventure et nous savons que cela signifie plus de shows, plus de musique, et plus d'Infected Rain! Nous sommes fiers de vous présenter notre nouveau vidéoclip pour la chanson Passerby, issue de notre prochain album. Ceci est notre première sortie avec Napalm Records[source secondaire nécessaire]. »

### Derniers albums
En 2020, le groupe prévoyait une tournée européenne avec Ankor, mais de nombreuses dates sont annulées à cause de la pandémie de maladie à coronavirus de 2019-2020.
Lors de la sortie du single Dying Light le groupe annonce le départ de Vladimir et Sergey Babich et l'arrivée de Alice Lane à la basse. En 2022, ils sortent l'album Ecdysis, suivi en 2024 de Time.

## Membres

### Membres actuels
- Elena « Scissorhands » Cataraga - chant (depuis 2008)
- Vadim « Vidick »  Ozhog - guitare (depuis 2008)
- Evgeny Voluta - batterie (depuis 2012)
- Alice Lane - basse (depuis 2023)

### Anciens membres
- Vadim Protsenko - batterie (2008-2012)
- Ivan Kristioglo (DJ Kapa) - disc jockey (2008-2010)
- Andrei Mednyi - guitare (2008-2010)
- Sergey Babich - guitare (2010 - 2023)
- Vladimir Babich - basse (2008 - 2023)

### Galerie
|                 |
| Elena Cataraga. |

|               |
| Eugen Voluta. |

|                |
| Sergey Babich. |

|                  |
| Vladimir Babich. |

|              |
| Vadim Ozhog. |

## Discographie

### Albums studio
- 2011 : Asylum
- 2014 : Embrace Eternity
- 2017 : 86
- 2019 : Endorphin
- 2022 : Ecdysis
- 2024 : Time

### Albums live
- 2023 : The Devil's Dozen

### Singles
- 2013 : Stop Waiting
- 2016 : Serendipity
- 2016 : Intoxicating
- 2017 : Mold
- 2017 : Fool The Gravity
- 2019 : Passerby
- 2019 : Earth Mantra
- 2019 : Lure
- 2019 : Storm
- 2023 : Dying Light

### EP
- 2009 : Judgemental Trap
- 2011 : EP 2009

### Démo
- 2008 : Demo 2008

### Participations
- 2008 : Todo - Break Me (apparition de la chanteuse dans le clips)
- 2013 : Seas on the Moon - Stain of Mind (de Slayer)
- 2016 : Nu-Nation - Let Me Go
- 2016 : Seas on the Moon - Hovering
- 2017 : Seas on the Moon - Promise